# Кэтрин Джонстон
«Кэтрин Джонстон» (англ. Katharine Johnstone, более распространено название Katharine Jaffray; Child 221, Roud 93) — народная баллада шотландского происхождения. Фрэнсис Джеймс Чайлд в своём собрании приводит двенадцать версий её текста, две самые ранние из которых записаны Дэвидом Хёрдом. Вальтер Скотт опубликовал варианты Хёрда в своём сборнике 1802 года «Песни шотландской границы», озаглавив балладу «The Laird of Laminton». Для следующего издания в 1833 году он существенно переработал имевшиеся в его распоряжении версии, добавив девять строф. Также баллада послужила источником вдохновения для его поэмы «Лохинвар» (англ. Young Lochinvar). Более поздние варианты под названием «The Squire of Edinburgh Town» некоторые исследователи считают вторичными по отношению к оригинальной баллады, но не идентичными ей, однако Бронсон и Рауд объединяют их.
На русский язык балладу перевёл Игнатий Михайлович Ивановский.

## Сюжет
К юной Кэтрин приезжает шотландец Леминтон (Лохинвар, Лодердейл) и втайне от прочей родни добивается её согласия на брак. Потом к ней является англичанин (в разных версиях он может носить те же имена, что и шотландец, или же английское имя Фоганвуд) и заключает брачный договор с её родными, однако саму девушку держат в неведении до самой свадьбы. Когда она обо всём узнаёт, то шлёт весточку «настоящему» жениху, и тот прибывает на свадьбу во главе двух дюжин человек. Нежданного гостя спрашивают, с какой целью он явился на пир, и тот отвечает, что не замыслил зла, а хочет лишь один танец (или поцелуй) от невесты. Когда Кэтрин подходит к шотландцу, он быстро сажает её на коня и увозит прочь. В кровавой схватке горцам удаётся отбиться от погони. Некоторые варианты баллады заканчиваются предостережением англичанам, чтобы те не брали в жёны шотландских девушек.